# Habo kyrka
Habo kyrka är en kyrkobyggnad som tillhör Habo församling i Skara stift. Den ligger 5 km sydväst om centralorten i Habo kommun. 
Kyrkan brukar kallas för "Träkatedralen vid Vättern". "Habo gamla kyrka" är ett lokalt smeknamn som inte används i officiella sammanhang.

## Kyrkobyggnad och exteriör
Kyrkan är byggd av slätbilat liggtimmer och fick sitt nuvarande utseende vid en ombyggnad 1723. Till formen är den en basilika, med ett högt mittskepp och två lägre sidoskepp, vilket får kyrkans arkitektur att påminna om en katedral.
Kyrkan består av ett långhus med torn i väster och ett kor i öster med samma bredd som långhuset. Ett vidbyggt vapenhus finns väster om tornet. Ytterligare ett vapenhus finns vid långhusets norra sida.
I kyrkorummet är alla väggar försedda med läktare. Från golv till tak finns målningar som huvudsakligen illustrerar Luthers katekes' sammanfattning av den kristna läran.

### Tillkomst och ombyggnader
Under senare delen av 1200-talet omnämns en kyrka i Habo. Äldsta delen av nuvarande träkyrka är sakristian av sten som hörde till en tidigare kyrkobyggnad. 
- I början av 1600-talet uppfördes korsarmar åt norr och söder.
- 1680 breddades långhuset åt norr och söder så att korsarmarna omslöts. Långhuset gjordes även något längre och fick en tresidig västgavel.
- 1723 gjordes en stor ombyggnad under ledning av byggmästare Sven Nilsson Swan då kyrkan fick sitt nuvarande utseende. Kyrktornet uppfördes och nuvarande tresidiga kor tillkom. Ett vapenhus vid östra sidan uppfördes.
- 1741-1743 bemålades kyrkorummet.
- 1872 genomfördes ombyggnader då tak och väggar belades med nya spån som tjärades och målades. I de nedre takfallen togs nya fönster upp för att ge mer ljus åt sidoläktarna. Norra och södra vapenhusen revs och deras ingångar sattes igen. Tornet försågs med ett extra vattentak för att skydda orgeln från dropp.
- 1897 byttes takbeläggingen på långhus och kor ut från spån till järnplåt.
- 1908 byggdes ett vapenhus vid norra ingången efter ritningar av arkitekt Gustaf Lindgren.
- 1928 byggdes östra vapenhuset om till sakristia efter ritningar av länsarkitekt Malte Erichs i Jönköping.
- 1945 stadgades väggarna med järnvägsräls efter förslag av arkitekt Martin Westerberg.

### Klockstapel
I en klockstapel från 1760 hänger tre kyrkklockor. Elias Fries Thoresson i Jönköping har gjutit storklockan 1756, mellanklockan 1757 och lillklockan 1760. Mellanklockan göts om 1877. I kyrktornet finns inga klockor.

## Interiör

### Dekorationsmålningar
Väggar, läktarbröstning och tak är täckta av målningar utförda 1741-1743 av två Jönköpingsmålare, Johan Kinnerus och Johan Christian Peterson. Målarna fick tusen riksdaler i betalning för arbetet där det även ingick att de skulle tillverka egna färger. På sidoväggarna är tio Guds bud illustrerade, i taket under läktarna finns trosbekännelsen och på väggarna ovanför läktarna finns Herrens bön. Högst upp på taket finns stora målningar som skildrar dopet, skriftermål och avlösning, nattvarden och välsignelsen.
På orgelläktaren finns motiv med kvinnor som inte passar ihop med övriga målningars tema. Möjligen föreställer de Ulrika Eleonora, som var Sveriges drottning åren 1719-1741, tillsammans med några olika instrument.

### Inventarier
- Altaret av sandsten är från 1300-talet.
- Dopfunten av sandsten är från senare delen av 1200-talet. 1948 togs den åter i bruk.
- Altaruppsatsen och predikstolen är utförda 1723 av bildhuggaren Jonas Ullberg.

- Den ljudande orgelfasaden på västra läktaren härstammar från den första orgeln med åtta stämmor, som var byggd 1736 av Johan Niclas Cahman. Den är  smyckad av bildhuggaren Magnus Ullberg Johansson från Habo. Verket byttes först ut 1920 och därefter 1962, båda gångerna av Hammarbergs Orgelbyggeri AB. Orgeln har 16 stämmor fördelade på två manualer och pedal.[1]
- Sedan 1981 finns även kororgel, tillverkad av Willem de Jongh, som har femstämmor.[2]

## Kyrkan i kulturen
Habo kyrka är en av fyra kyrkor som finns avbildade på Postens julfrimärken till utlandet år 2002 under rubriken: "Romantiska kyrkor i juletid". De övriga kyrkorna var Kiruna kyrka i Norrbottens län, Tensta klockstapel i norra Uppland och Sundborns kyrka i Dalarna.

## Bilder

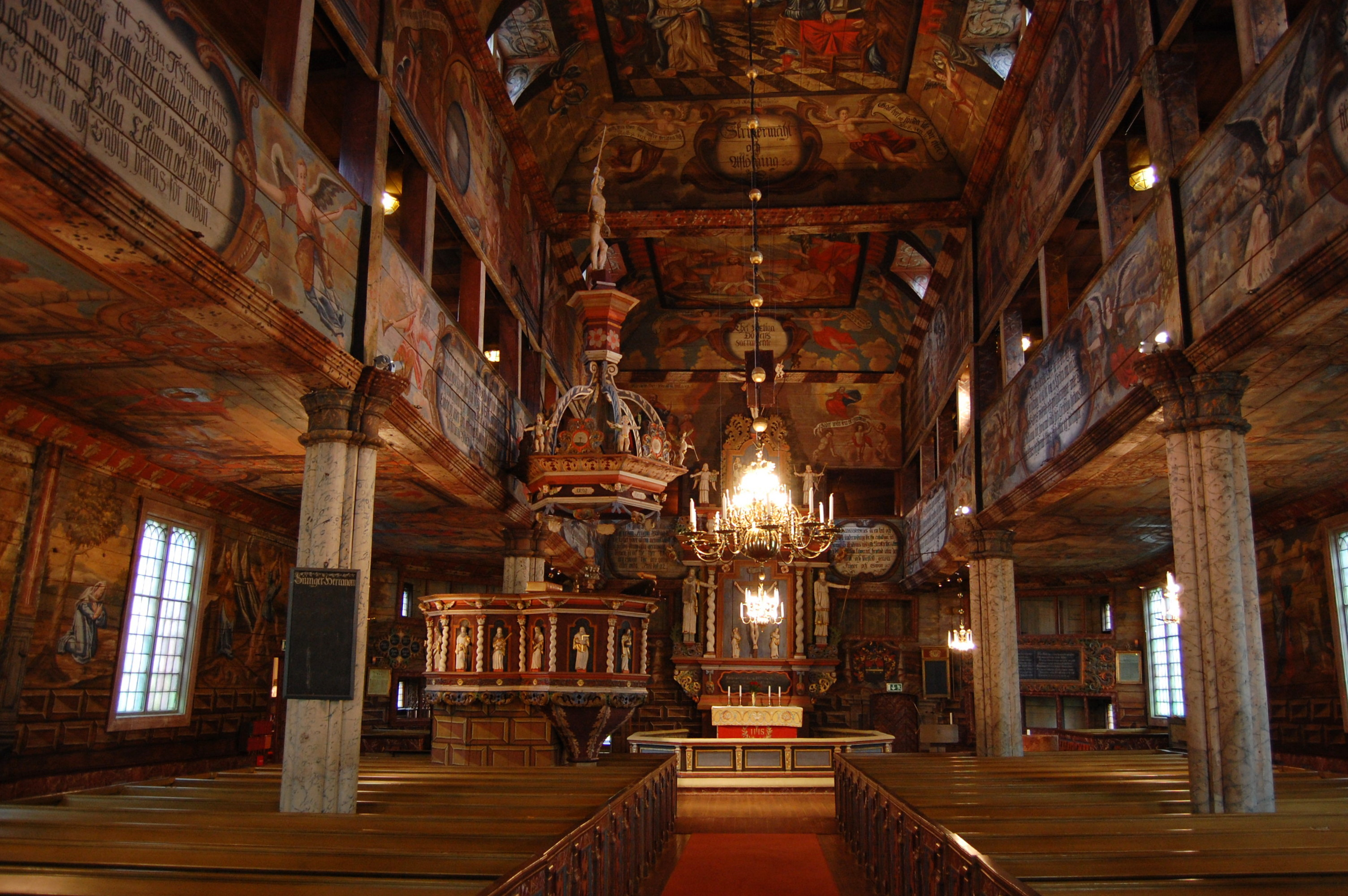
De treskeppiga kyrkorummet.
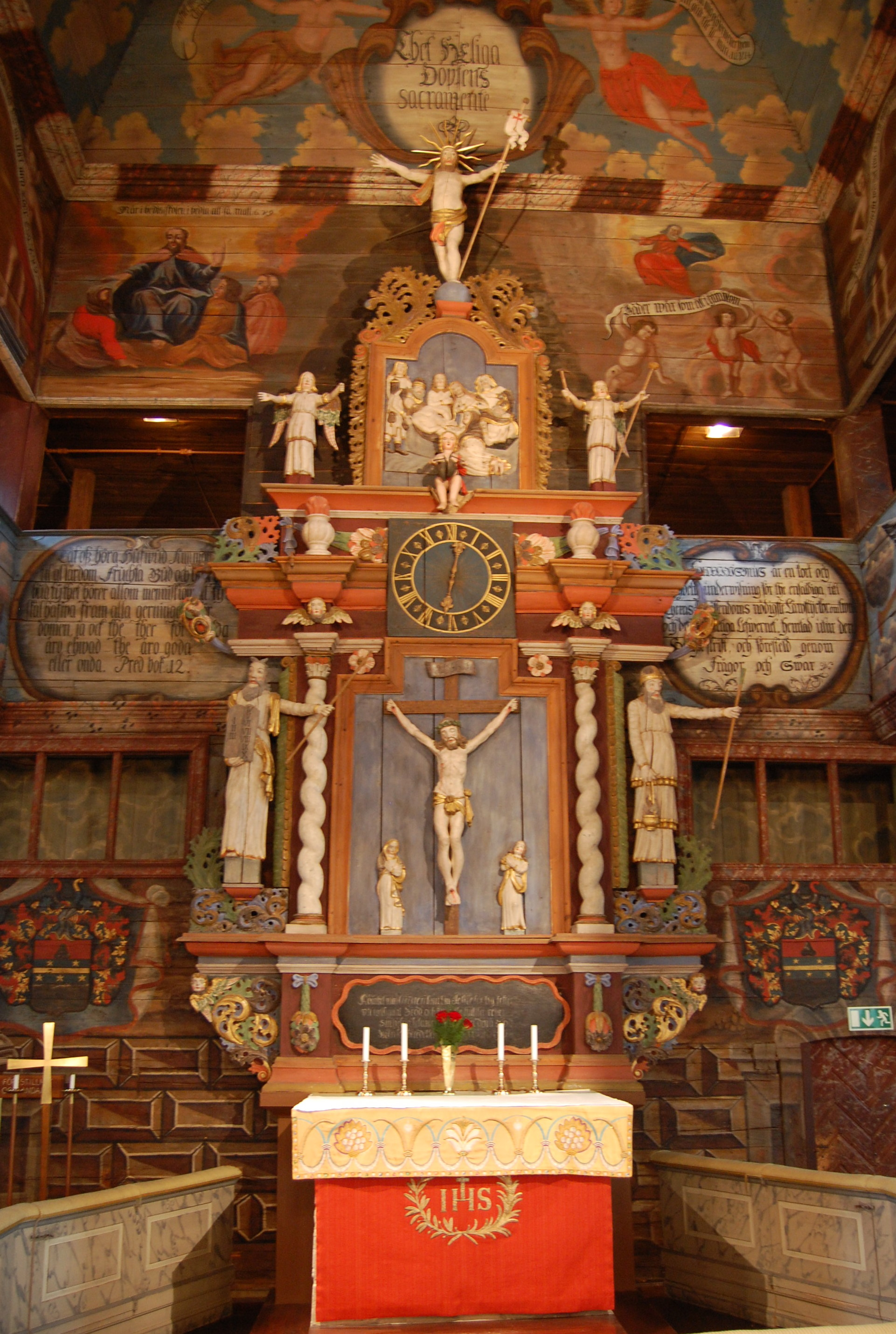
Altaruppsatsen.
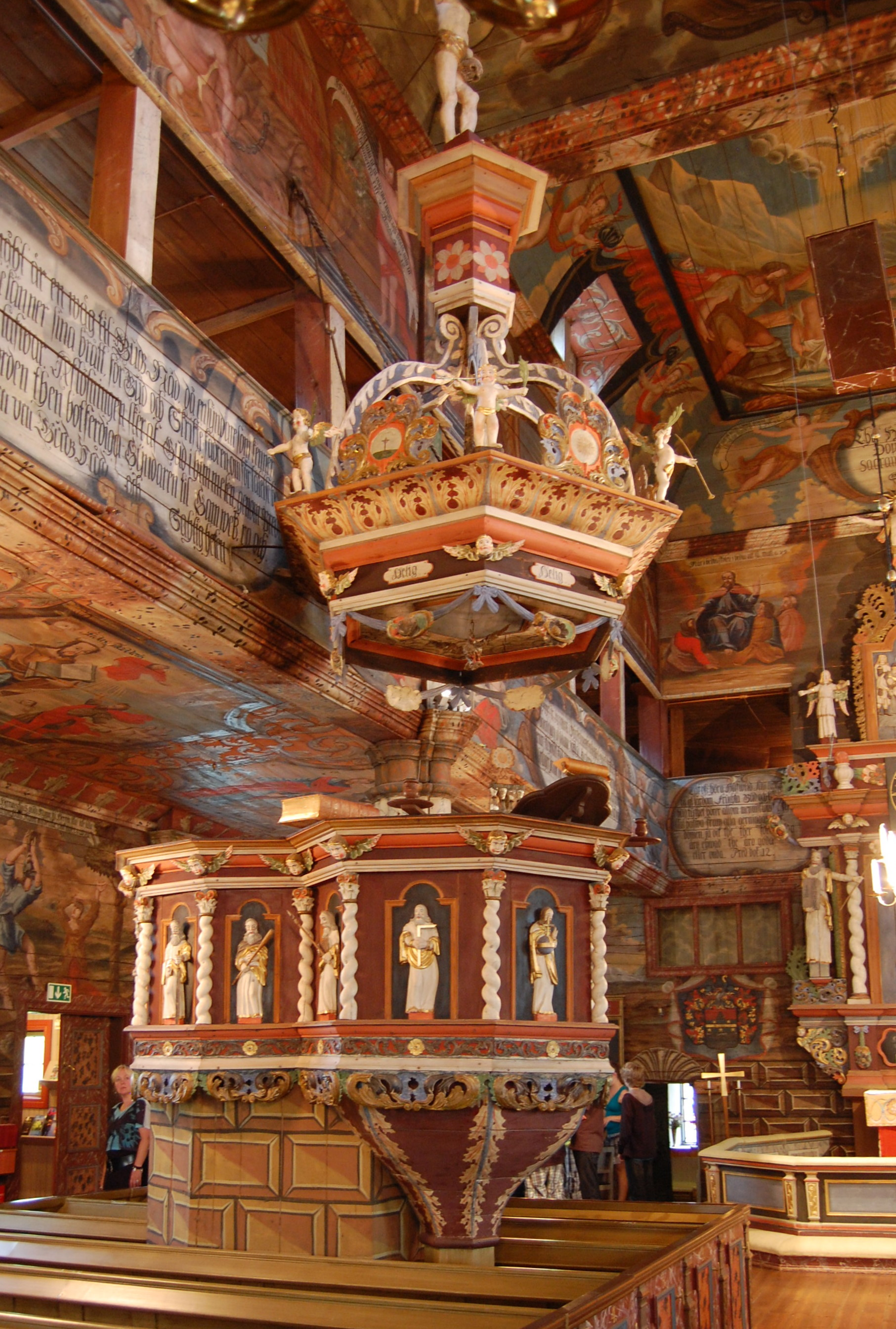
Predikstolen.
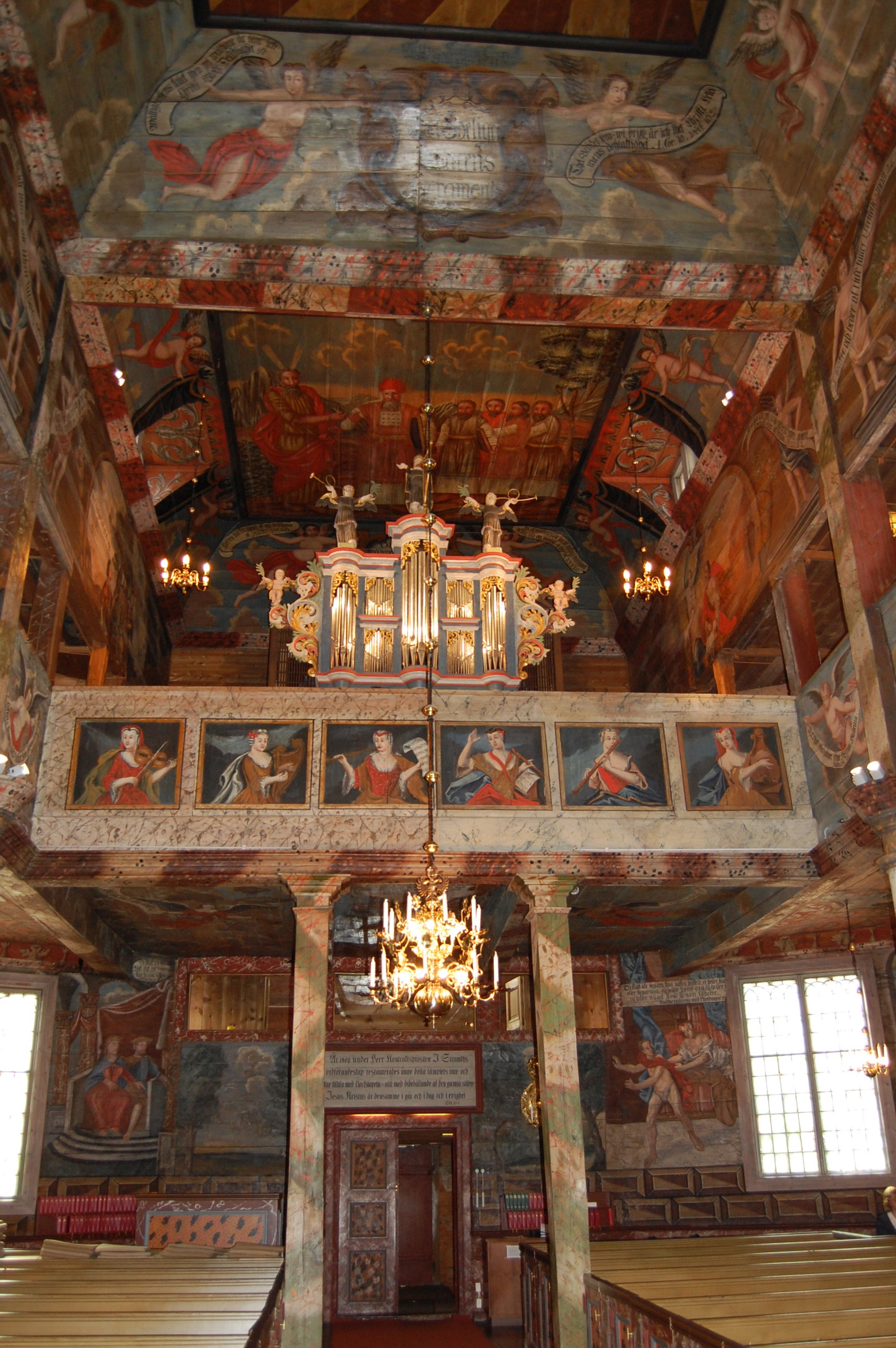
Orgelläktaren.
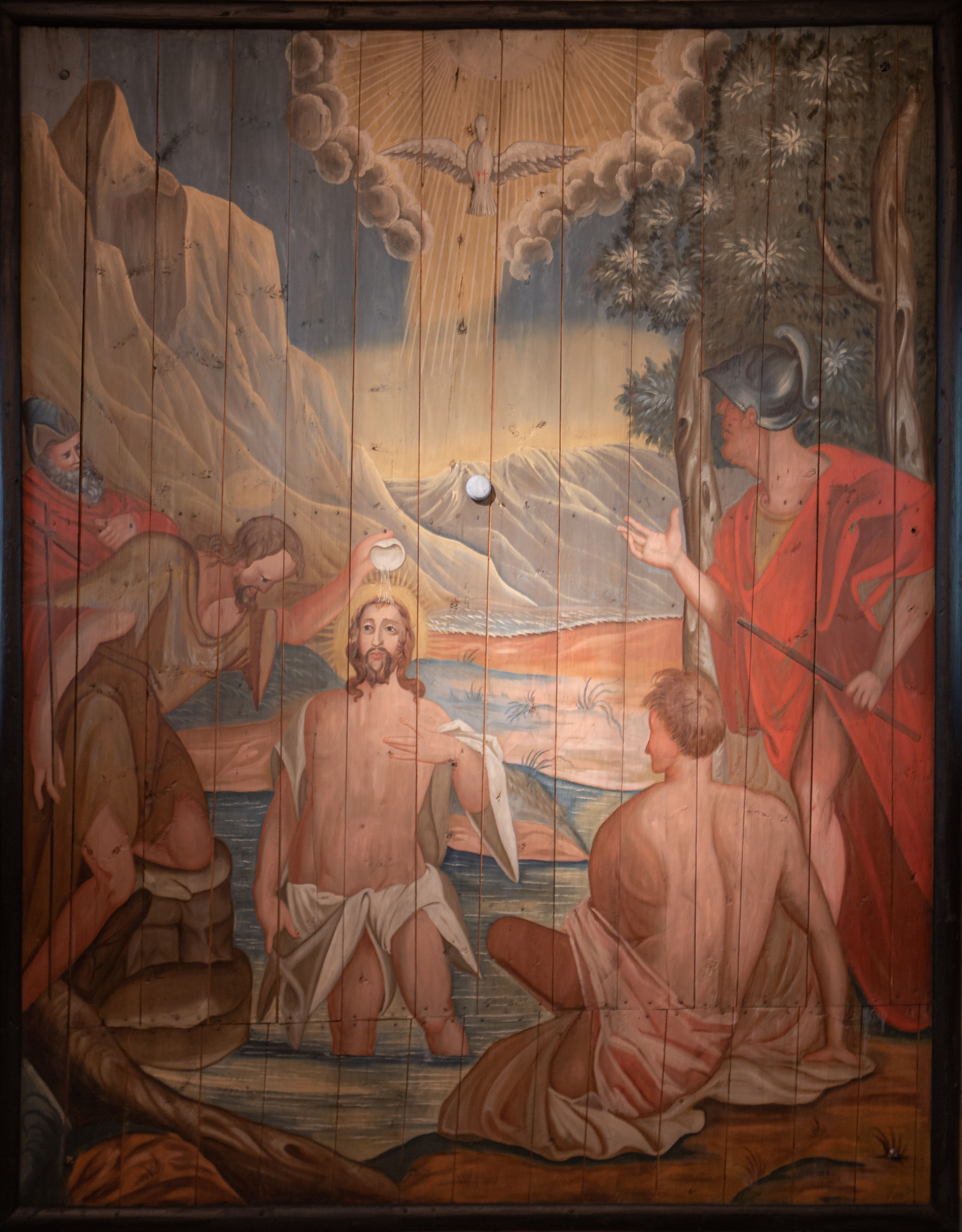
Takmålning av Jesu dop
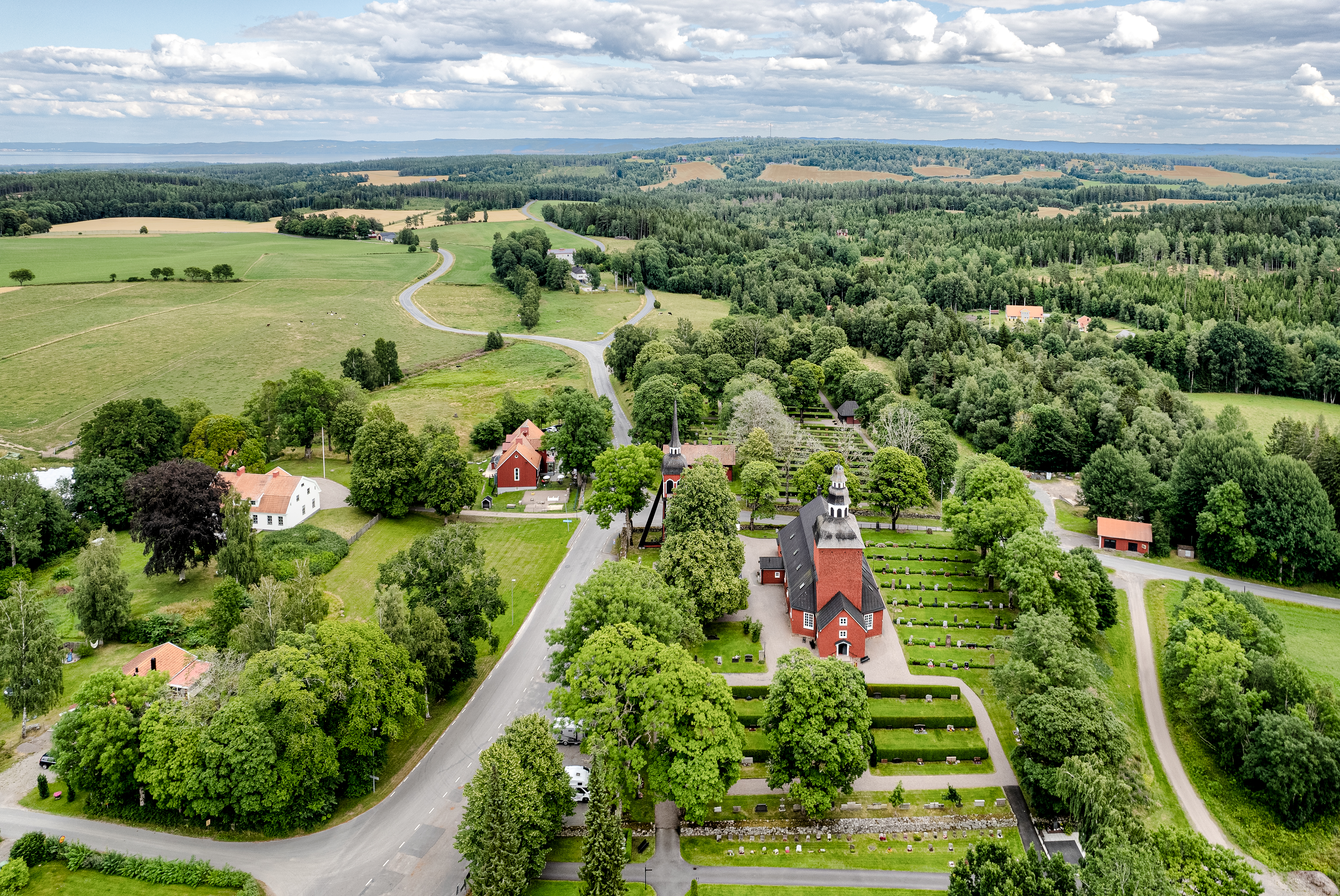
Kyrkan med omgivningar

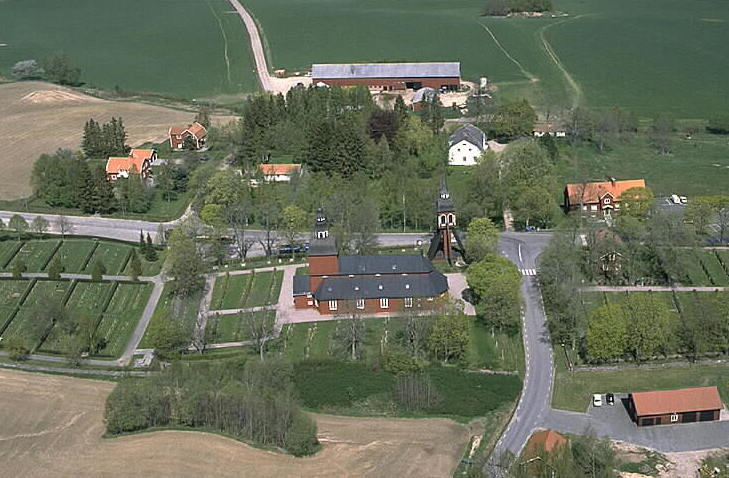
Flygfoto över kyrkbyn runt kyrkan från 1993.
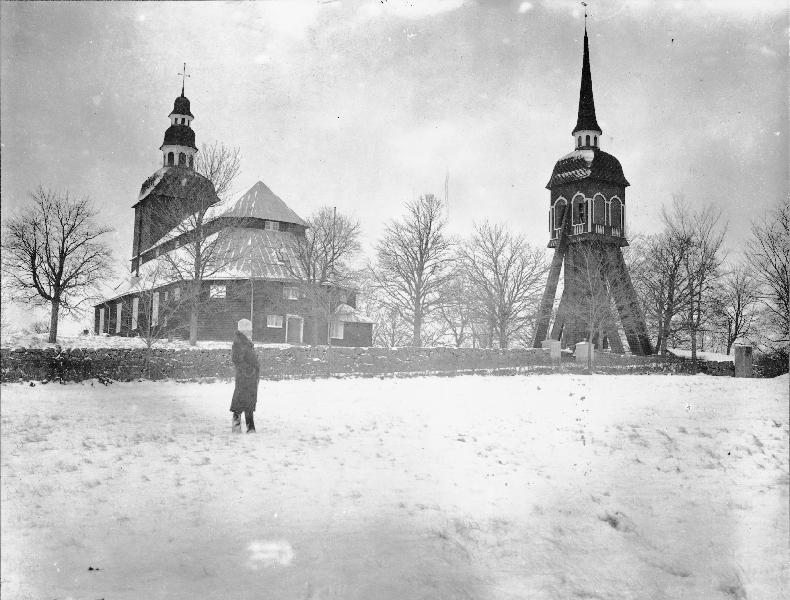
Äldre vinterbild på Habo kyrka.